# Dinamo (métro d'Iekaterinbourg)
Dinamo (en russe : Динамо et en anglais : Dinamo) est une station de la ligne 1 du métro d'Iekaterinbourg.
Mise en service en 1994, elle est desservie par les rames de la ligne 1.

## Situation sur le réseau

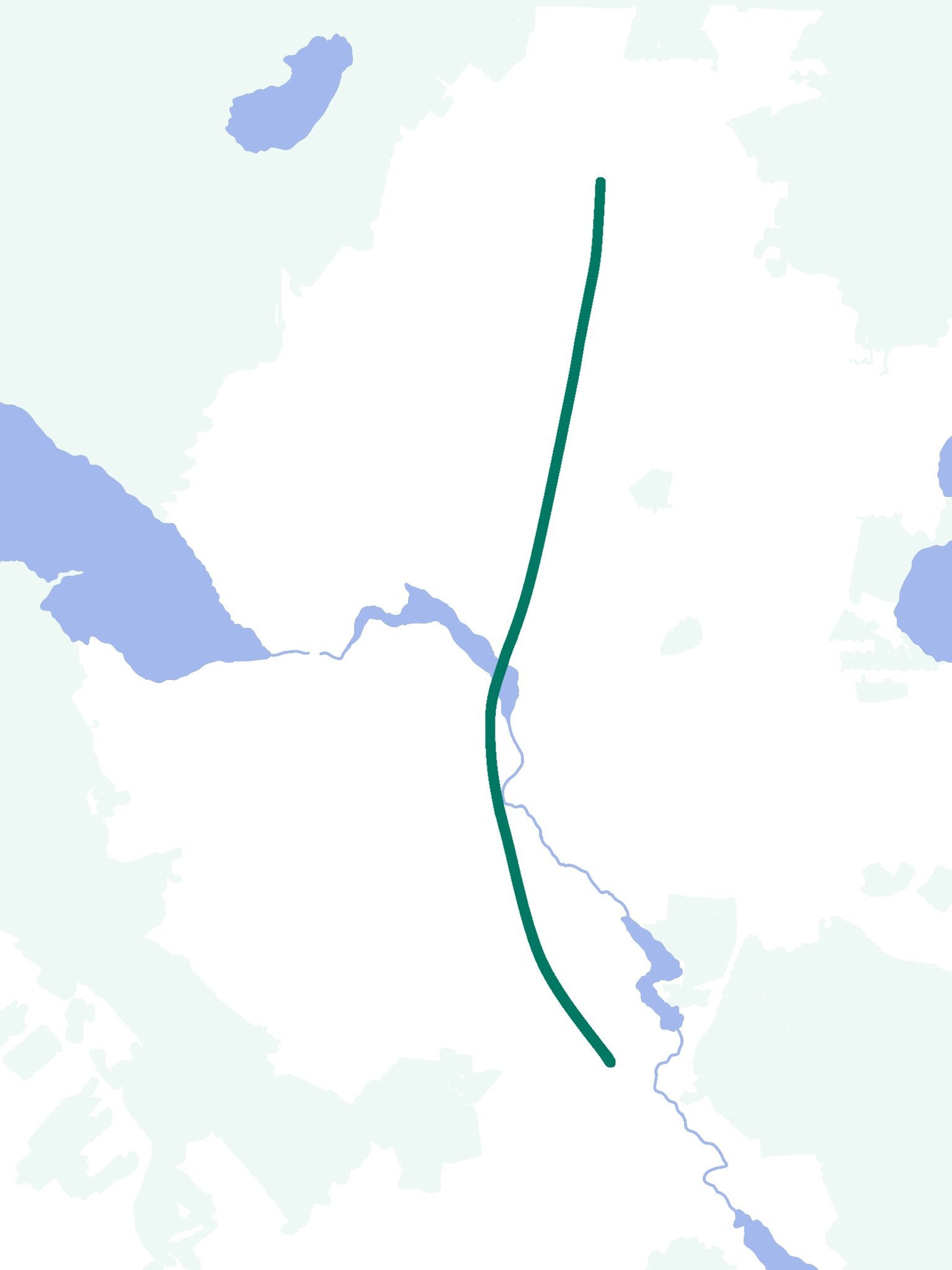
Plan du métro (2019).

Établie en souterrain, la station Dinamo, est une station de passage de la ligne 1 du métro d'Iekaterinbourg. Elle est située entre la station Ouralskaïa, en direction du terminus nord Prospekt Kosmonavtov, et la station Plochtchad 1905 goda, en direction du terminus sud, Botanitcheskaïa.
Elle dispose d'un quai central encadré par les deux voies de la ligne.

## Histoire
La station Dinamo est mise en service le 22 décembre 1994. La station est due aux architectes A. Zaslavski, S. Maslennikov.

## Services aux voyageurs

### Desserte
Dinamo est desservie par les rames de la ligne 1.